# Embassy Hill
Embassy Hill, egentligen Embassy Racing with Graham Hill, var ett formel 1-stall som startades av racerföraren och världsmästaren Graham Hill.

## Bakgrund
Teamet debuterade 1973 med en specialbyggd Shadow DN1, och började tävla som konstruktör med eget chassi 1975. Laget hade begränsade framgångar under tre tävlingssäsonger, men allt avbröts då Hill, Tony Brise och några i teamets personal dog i en flygolycka under hösten före säsongen 1976, då de återvände från en resa till södra Frankrike för att testa nya Hill GH2.
Teamet sponsrades av Imperial Tobacco's cigarettmärke Embassy.

## F1-säsonger
| Säsong | Tävlingsnamn                    | Bil        | Motor                    | Däck | Poäng | VM-plac. | Förare 1    | Förare 2                                                             | Övriga förare            |
| ------ | ------------------------------- | ---------- | ------------------------ | ---- | ----- | -------- | ----------- | -------------------------------------------------------------------- | ------------------------ |
| 1973   | Embassy Racing                  | Shadow DN1 | Ford Cosworth DFV 3.0 V8 | G    | 0     | (8:a)    | Graham Hill |                                                                      |                          |
| 1974   | Embassy Racing with Graham Hill | Lola T370  | Ford Cosworth DFV 3.0 V8 | F    | 1     | (12:a)   | Graham Hill | Rolf Stommelen                                                       | Guy Edwards Peter Gethin |
| 1975   | Embassy Racing with Graham Hill | Lola T370  | Ford Cosworth DFV 3.0 V8 | G    | 0     | (14:e)   | Graham Hill | Rolf Stommelen                                                       |                          |
| 1975   | Embassy Racing with Graham Hill | Hill GH1   | Ford Cosworth DFV 3.0 V8 | G    | 3     | 11:a     | Tony Brise  | Graham Hill Alan Jones François Migault Vern Schuppan Rolf Stommelen |                          |